# Elezioni statali in Brandeburgo del 1999
Le elezioni statali in Brandeburgo del 1999 si sono tenute il 5 settembre 1999 per eleggere i membri del Landtag di Brandeburgo (Parlamento dello Stato di Brandeburgo), il legislatore statale del Brandeburgo.

## Risultati
| Partito                                  | Voti      | Percentuale di voto | Percentuale di voto | Seggi totali | Seggi totali | Percentuale di seggi |
| ---------------------------------------- | --------- | ------------------- | ------------------- | ------------ | ------------ | -------------------- |
| Partito Socialdemocratico (SPD)          | 433.521   | 39,3%               | -14.8%              | 37           | -15          | 41,6%                |
| Unione Cristiano-Democratica (CDU)       | 292.634   | 26,5%               | + 7,8%              | 25           | +7           | 28,1%                |
| Partito del Socialismo Democratico (PDS) | 257.309   | 23,3%               | + 4,6%              | 22           | +4           | 24,7%                |
| Unione Popolare Tedesca (DVU)            | 58,247    | 5,3%                | + 5,3%              | 5            | +5           | 5,6%                 |
| Alleanza 90/I Verdi                      | 21.410    | 1,9%                | -1,0%               | 0            | +0           | 0,0%                 |
| Partito Liberale Democratico (FDP)       | 20.472    | 1,9%                | -0,3%               | 0            | +0           | 0,0%                 |
| Altri                                    | 18,767    | 1,8%                | -1,6%               | 0            | +0           | 0,0%                 |
| Totale                                   | 1.168.909 | 100,0%              |                     | 89           | +1           | 100,0%               |

## Post-elezioni
La SPD perse la maggioranza assoluta, ma Manfred Stolpe (SPD) formò una coalizione SPD-CDU e rimase ministro-presidente.